# Tarnowska.tv
Tarnowska.tv – polska lokalna telewizja internetowa z siedzibą w Tarnowie, która działalnością obejmuje obszar powiatów: tarnowskiego, dąbrowskiego, brzeskiego i bocheńskiego. Uruchomiona została w 2011 roku.

## Charakterystyka
Tarnowska.tv zajmuje się realizacją materiałów zawierających głównie bieżące wydarzenia z subregionu tarnowskiego. Na portalu internetowym materiały podzielone są na 11 kategorii tematycznych, które dotyczą przede wszystkim aktualności (m.in. kultura, sport, żużel, polityka). W ramówce telewizji są stałe programy, w tym „Raport Regionu”, „Trybim Okiem” i „Tarnowska kanapa”.
Obecnie (stan na 2021 r.) siedziba i studio telewizji zlokalizowane są przy ulicy Cypriana Kamila Norwida (wcześniej ul. Urszulańska).
Wydawcą telewizji jest przedsiębiorstwo Tarnowskie Media sp. z o.o., którego prezesem jest Zbigniew Filar. Redaktorem naczelnym Tarnowska.tv jest Wioletta Zarębska.

## Współpraca
Tarnowska.tv współdziała z ogólnopolskim przedsiębiorstwem medialno-rozrywkowym Grupą TVN oraz kanałem telewizyjnym Polsat News, które korzystają z materiałów zrealizowanych przez tarnowską telewizję.
Na doniesienia z regionu tarnowskiego powoływały się ogólnopolskie portale informacyjne, m.in. RMF24, Wiadomości Radio Zet oraz Wirtualna Polska; RMF24 wykorzystywał też materiały wideo zrealizowane przez Tarnowska.tv.

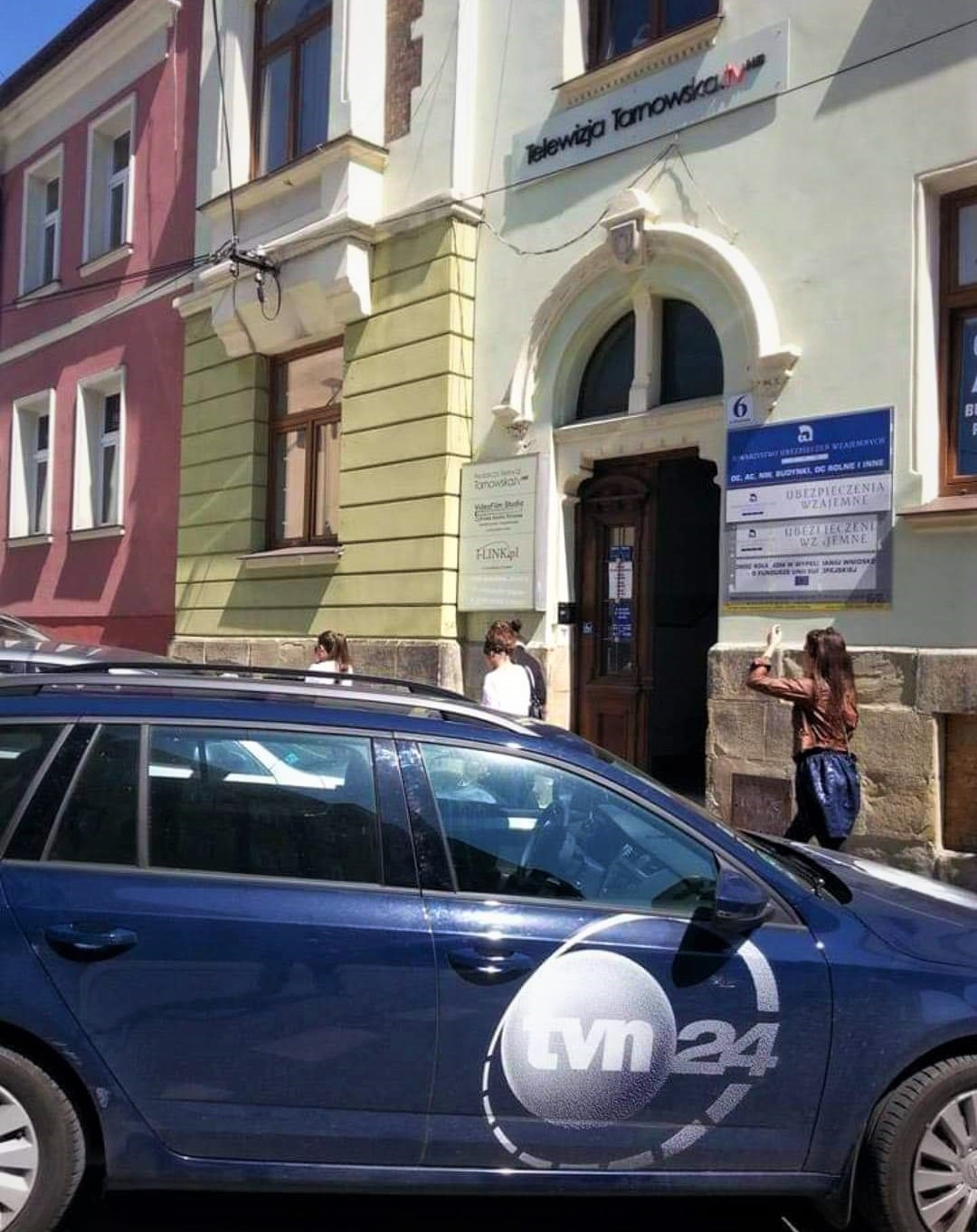
Siedziba Tarnowska.tv (ul. Urszulańska, 2013)
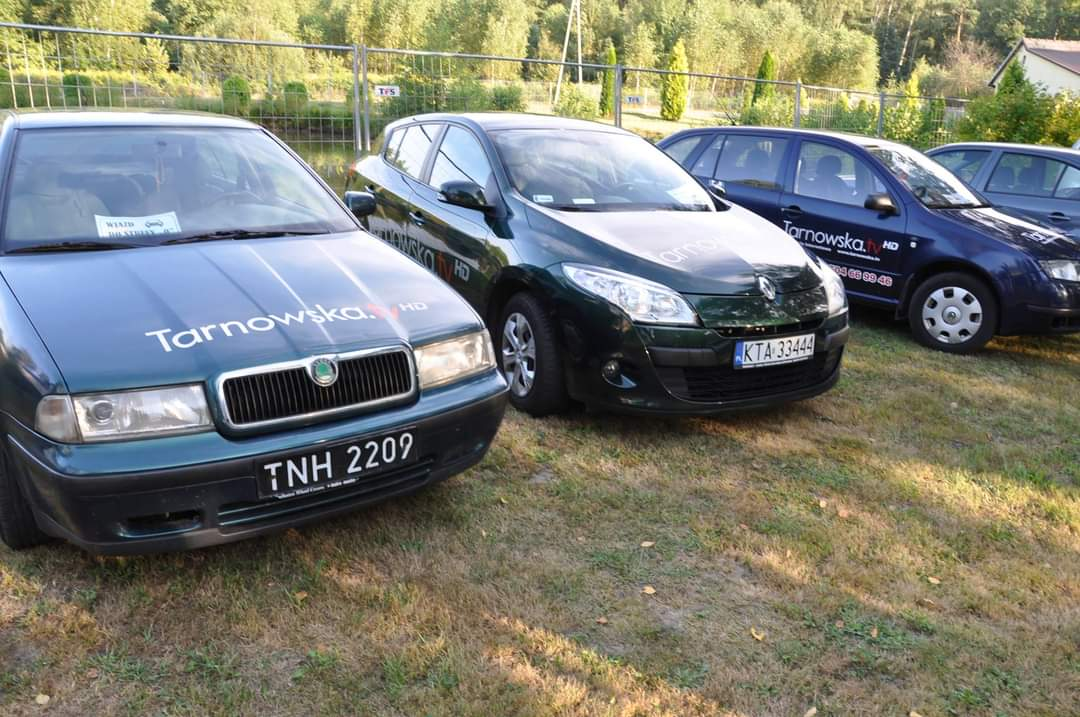
Flota samochodów (2013)
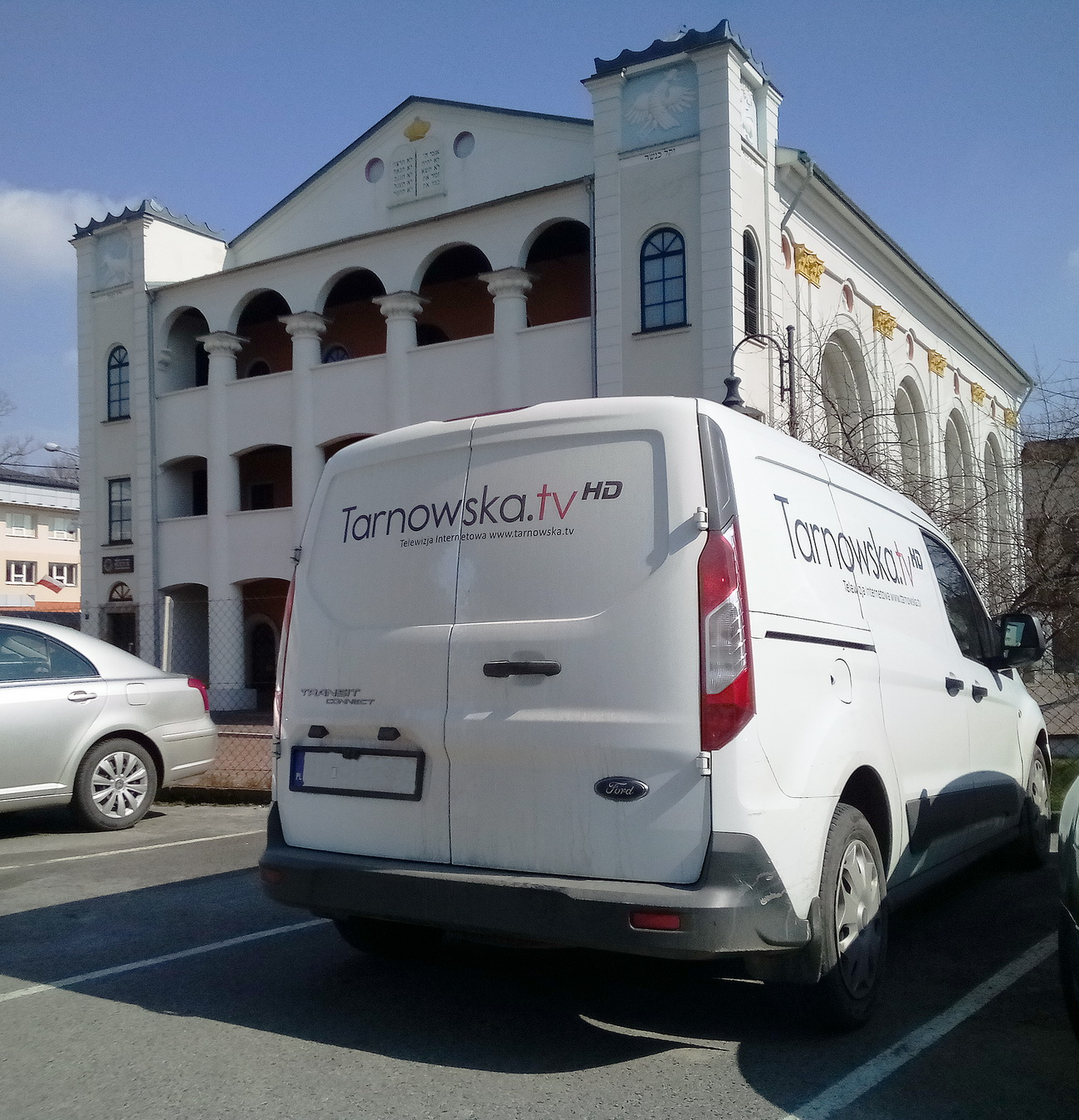
Wóz reporterski obok synagogi (Dąbrowa Tarnowska, 2021)
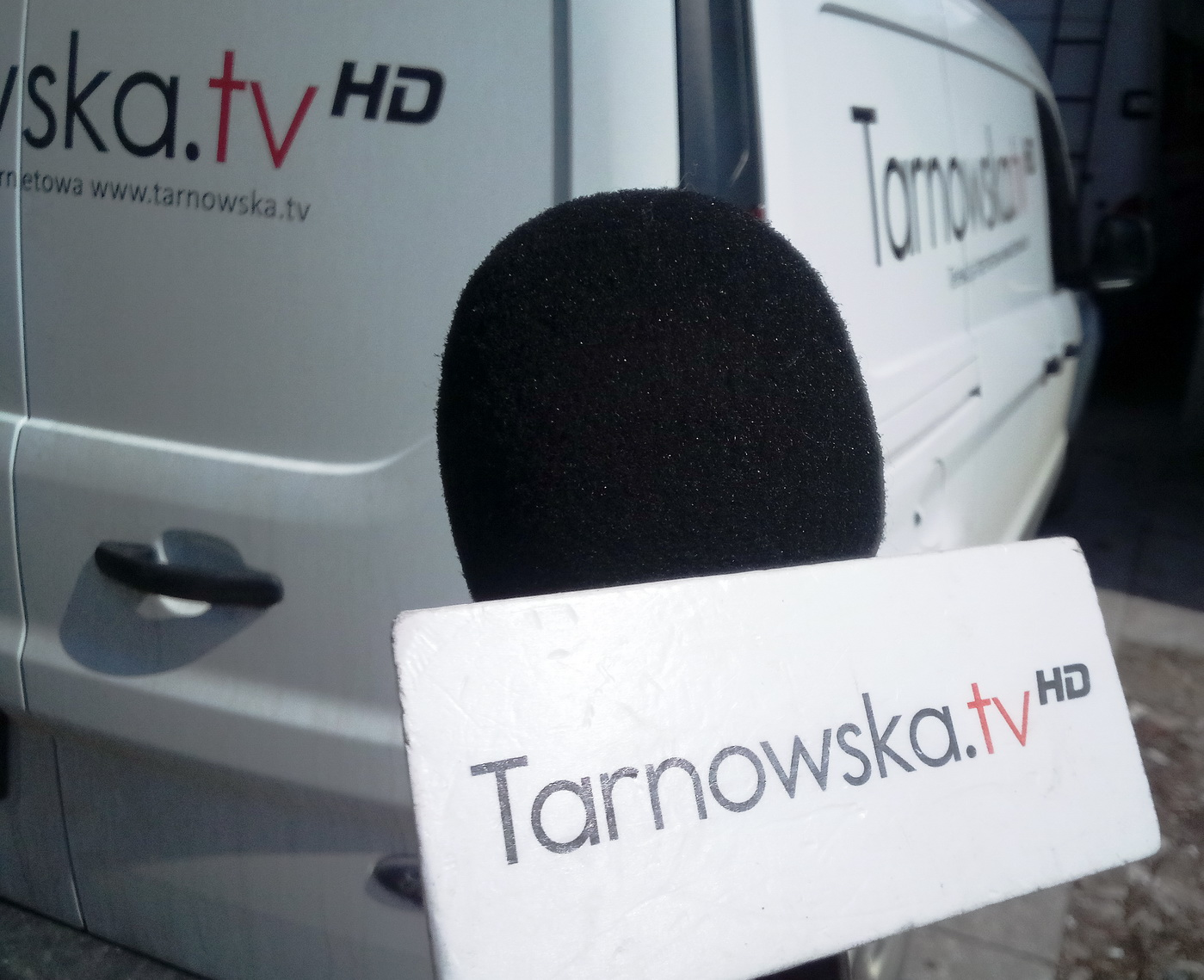
Mikrofon Tarnowska.tv i wóz reporterski (2021)
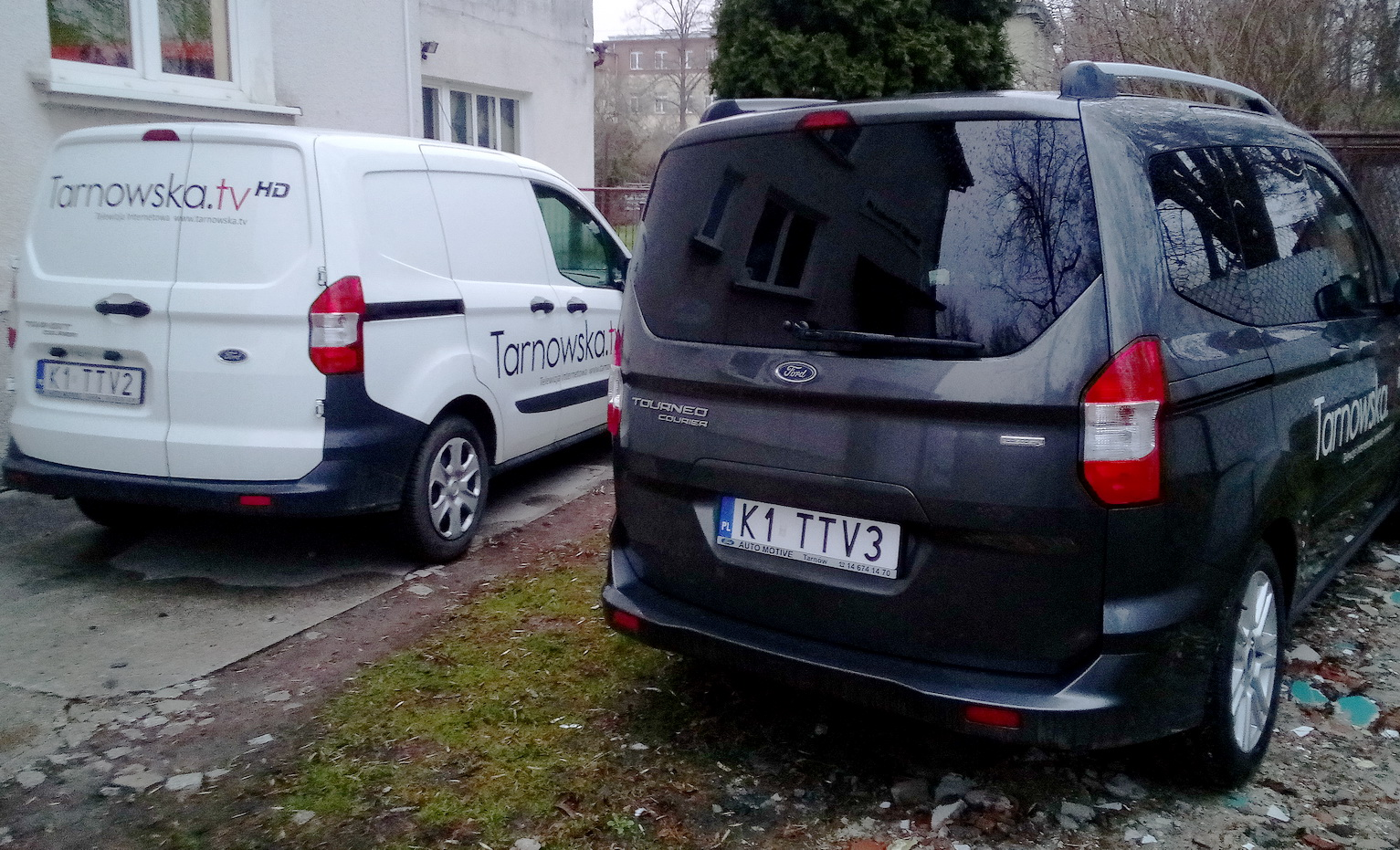
Dwa wozy reporterskie (2021)